# استان تاکنا
استان تاکنا (به اسپانیایی: Provincia de Tacna) یک استان در پرو است که در منطقه تاکنا واقع شده‌است.
استان تاکنا ۸٬۰۶۶٫۱۱ کیلومتر مربع مساحت و ۲۵۰٬۵۰۹ نفر جمعیت دارد.